# TVNZ 7
TVNZ 7 (Television New Zealand 7) — бывший некоммерческий новозеландский круглосуточный новостной и информационный канал в пакете цифровых каналов Freeview. С 1 июля 2009 года канал был доступен в спутниковом пакете SKY Television Digital. Канал принадлежал телекомпании Television New Zealand, получившей государственное финансирование для запуска двух дополнительных каналов. 30 июня 2012 года канал был закрыт и ушёл из эфира 30 июля 2012 года, в полночь. 1 июля 2012 года TVNZ 7 был заменён каналом TV One Plus 1, новым каналом TV One, похожим на TV3 Plus 1 и транслирующим TV One с задержкой в один час.

## Запуск телеканала
TVNZ 7 вышел в эфир около 10 утра 25 марта 2008 года с зацикленным блоком превью. После запуска таймера обратного отсчёта, который длился на протяжении часа, канал был официально запущен в полдень 30 марта 2008 года с выпуском о политических дебатах в Парламенте и включением выступлений большинства лидеров парламентских меньшинств.
На канале TVNZ 7 в начале каждого часа с 6 утра до 11 вечера выходил блок новостей TVNZ News Now с 10-минутной сводкой новостей между 8 и 9 утра, когда в эфир выходило 6 новостных бюллетеней. Кроме того, в 8 часов вечера выходил часовой выпуск новостей, TVNZ News At 8. По будням ведущим этого блока новостей был Грег Бойд (англ. Greg Boyed), ведущий ONE News Tonight, а по выходным — Мириама Камо (англ. Miriama Kamo).
Первоначально сообщалось о том, что это будет новостной канал, похожий на Sky News и CNN Headline News. Однако Эрик Кирли (англ. Eric Kearley), начальник группы «Digital Launch» компании TVNZ, заявлял о том что 70 % эфирного времени будет отдано «фактическому разнообразию» — различным местным и иностранным документальным фильмам и программам, в которых обсуждаются текущие события и спорт, в то время как оставшиеся 30 % эфирного времени займут новости. Полная телепрограмма была опубликована 28 февраля 2008 года.

## Трансляции

### TVNZ News Now
TVNZ 7 работал как новостной канал. Выпуски новостей TVNZ News Now (рус. Новости TVNZ сейчас), продолжительностью 4—7 минут выходили в эфир ежедневно, каждый час, с 6:00 до 23:05. В 20:00 в эфир выходила передача TVNZ News at 8 (рус. Новости TVNZ в 8 вечера).
Каждый отдельный выпуск новостей готовился одним журналистом, который находил новости, писал сценарий, продюсировал выпуск и вёл передачу. В подготовке TVNZ News Now участвовали такие журналисты, как Глен Лармер (англ. Glen Larmer), Дженни-Мей Коффин, Брук Добсон (англ. Brooke Dobson), Бен Кристи (англ. Ben Christie), Сусанна Гуттенбейл (англ. Susana Guttenbeil), Лиза Гласс (англ. Lisa Glass), Сандра Каилаи (англ. Sandra Kailahi), Кристофер Линч (англ. Christopher Lynch), Соня Войт (англ. Sonia Voigt), Кэти Чапман (англ. Katie Chapman).
В связи с такими ограничениями в кадровой политике, выпуски новостей подготавливались с использованием различных новостных источников, таких как One News и других аффилированных с TVNZ компаний, а также Newstalk ZB, ABC America, ABC Australia и BBC.

### TVNZ News at 8
TVNZ News at 8 (рус. Новости TVNZ в 8 вечера) была часовой некоммерческой программой с обзором новостей и текущих событий, основанном на выпуске One News at 6 того же дня. Программа выходила в эфир семь дней в неделю в 20:00 на канале TVNZ 7. Так как программа выходила без рекламы, а обзор спортивных событий и прогноз погоды были короче, чем на One News, имелась возможность включить расширенные интервью, основанные на коротких репортажах One News, а также уделить больше внимания событиям в мире, освещаемым на ABC America, ABC Australia, BBC и CNN.
По будням программу вёл Грег Бойд, ведущий программы Tonight на One News, а по выходным — ведущая One News at 6 Weekends, Мириама Камо. Первоначально программа выходила с двумя ведущими: с Джеральдиной Нокс (англ. Geraldine Knox) по будням и с Соней Войт (англ. Sonia Voigt) по выходным.

### Оригинальные телепрограммы
На канале TVNZ 7 выходили две еженедельные крупные программы, посвящённые текущим событиям:
- Media 7[20] — обзор СМИ с Расселлом Брауном[англ.][21][22].
- Back Benches[англ.] — еженедельное шоу прямого эфира с Уоллесом Чапманом[англ.], выходившее по средам из паба Backbencher, расположенного напротив здания парламента в Веллингтоне.

23 сентября 2008 года в 21:00 на канале TVNZ 7 в Авалонской студии были проведены теледебаты по поводу проблем, связанных с Интернетом. Ведущим этих теледебатов, спонсируемых также организацией InternetNZ, был Дамиан Кристи (англ. Damian Christie). Арбитрами выступили представители The New Zealand Herald — Френ О’Салливан (англ. Fran O'Sullivan) и Расселл Браун. В дебатах приняли участие: министр связи и информационных технологий Дэвид Канлифф, представитель министерства связи и информационных технологий Морис Уильямсон, лидер партии ACT New Zealand Родни Хайд и представитель партии зелёных Метирия Турей. Впервые на TVNZ дебаты транслировались в прямом эфире на веб-сайте Debate.net.nz, где их дополнял живой IRC-чат.

### Телепрограммы
- Dateline
- Earth Report
- FIFA Futbol Mundial
- Four Corners
- Foreign Correspondent Postcards
- ICC Cricket 360°
- Marae
- Te Karere
- This Week с Джорджем Стефанопулосом
- Unreported World
- World News Tonight[26]

## Полемика
В октябре 2009 года TVNZ 7 запустил промоакцию нового шоу, Spotlight on the Economy (с англ. — «Прожектор экономики»). В озвучке рекламного ролика принял участие министр финансов Билл Инглиш. Критики отметили, что ролик, озвученный министром, был сделан в стиле политической рекламы и отчасти своим появлением объяснял спад в еженедельной почтовой рассылке Билла Инглиша, «Plain English». Позже по официальным документам выяснилось, что Билл Инглиш переписал большую часть сценария шоу, заменив часть выражений, написанных сценаристами TVNZ, на риторику, которая могла рассматриваться как более благоприятная по отношению к политике Национальной партии. Компания TVNZ парировала это заявление тем, что поскольку промоакция была запущена не в год выборов, и, к тому же, рекламировала не политика, а шоу, то телеканал не был обязан представлять сбалансированную позицию с политической точки зрения, а большинству зрителей было безразлично, предоставляется ли представителям разных политических партий одинаковое количество эфирного времени. В ноябре 2009 года компания TVNZ признала, что привлечение Билла Инглиша к участию в промоакции было «ошибкой».
Очередной скандал произошёл, когда министр радиовещания, Джонатан Колман (англ. Jonathan Coleman), заявил, что TVNZ 7 больше не будет финансироваться. Это вызвало протест со стороны общественности, которая организовала движение SaveTVNZ7 (рус. Спасти TVNZ 7). Сторонники телеканала были против решения о закрытии канала, мотивируя это тем, что TVNZ 7 оставался на тот момент единственным некоммерческим общественным телевизионным каналом в Новой Зеландии. В апреле 2011 года сторонники TVNZ 7 указали на то, что правительство охотно оказало поддержку конкуренту TVNZ — компании MediaWorks в виде отсрочки платежей в бюджет на сумму в 43 миллиона новозеландских долларов. Они также ссылались на лицемерие органов власти по поводу закрытия TVNZ 7, в то время как местные шоу зарубежных форматов, такие как The G.C. и New Zealand's Got Talent, получали налогооблагаемое финансирование от NZ on Air. Медиакомментатор Брайан Эдвардс сказал, что без TVNZ 7 Новая Зеландия практически присоединится к Мексике в Организации экономического сотрудничества и развития как ещё одна страна без общественного телевидения.
Официальный отчёт, опубликованный в ноябре 2012 года, показывал, что 91 % опрошенных, которые были осведомлены о существовании канала TVNZ 7, считали важным наличие общественного новостного и информационного канала. Опрос, проведённый перед принятием решения о закрытии TVNZ 7, не был предоставлен общественности из-за того, что содержал коммерческую тайну, несмотря на то, что канал был некоммерческим.

## Перезапуск канала и его закрытие
Канал был перезапущен 1 марта 2011 года, получив некоторые программы телеканала TVNZ 6, другого цифрового канала из пакета Freeview, который телекомпания решила заменить интерактивным телеканалом TVNZ U.
6 апреля 2011 года было объявлено, что TVNZ 7 прекратит вещание в июне 2012 года; это было подтверждено министром телерадиовещания, Джонатаном Колманом, который заявил от имени правительства, что из-за низких рейтингов финансирование телеканала будет прекращено. Это заявление было сделано несмотря на то, что по данным опросов в половине домохозяйств, имеющих доступ к пакету Freeview, в основном смотрели канал TVNZ 7, то есть около 700 000 человек, а не 207 000, заявленных Колманом. В марте 2012 года компания Television New Zealand ещё раз подтвердила решение о закрытии телеканала и объявила, что никаких решений об отсрочке отключения канала в последнюю минуту приниматься не будет.
28 июня 2012 года около 200 человек прошли маршем по Веллингтону в знак протеста против закрытия телеканала.
TVNZ 7 прекратил вещание 30 июня 2012 года, незадолго до полуночи. Канал закрылся короткометражной анимацией Goodnight Kiwi (рус. Спокойной ночи, киви) с наложенным поверх неё текстом «Goodbye from TVNZ 7» (рус. До свидания от TVNZ 7). На следующий день, в 7 утра, вместо TVNZ 7 был запущен телеканал TV One Plus 1.
В день закрытия TVNZ 7 в деловой части Окленда прошла траурная процессия, «похоронившая» телеканал. Одним из наиболее известных её участников был основатель Megaupload, Ким Дотком, который однажды приветствовал Media7 за отстаивание свободы в Интернете.
1 июля 2012 года TVNZ 7 был заменён каналом TV One Plus 1, новым каналом TV One, похожим на TV3 Plus 1 и транслирующим TV One с задержкой в один час.